# Grotte des Pirates
La grotte des Pirates (albanais : Shpella e Piratëve), est une grotte située dans la municipalité de Vlorë dans le Sud-Ouest de l'Albanie. Elle est reconnue comme zone protégée en 2002 et couvre une superficie de deux hectares.